# Fernand Meyssonnier
Pour les articles homonymes, voir Meyssonnier.
Fernand Meyssonnier, né le 14 juin 1931 à Alger en Algérie française  et mort le 8 août 2008 à Cavaillon, fut un des derniers bourreaux en France, contractuel de la République française chargé de l'exécution de la peine capitale pendant la guerre d'Algérie.

## Biographie
Enfant, il désire devenir danseur et adore l'opéra. Il a pour parrain Henri Roch, exécuteur des sentences criminelles en Algérie. Il quitte l'école à treize ans et travaille aux ateliers des PTT. Il assiste à sa première exécution, dirigée par son père Maurice Meyssonnier, dit « Monsieur d'Alger », à l'âge de seize ans.
Il commence par devenir aide de son père en 1947. D'abord chargé du montage et démontage de la guillotine, il est nommé premier adjoint en 1957, chargé notamment de tenir la tête du condamné au moment de son exécution,.
Exécuteur en chef des arrêts criminels en Algérie pendant la guerre d'indépendance, Fernand Meyssonnier participa à l'exécution de près de deux cents condamnés entre 1947 et 1961,, dont deux en tant que remplaçant de son père. Le 11 février 1957, dans sa fonction de « photographe » pendant la décapitation, il tint par les oreilles la tête de Fernand Iveton, seul Européen guillotiné de la guerre d'Algérie. Il en dira : « Celui-là fut un condamné à mort modèle, droit, impeccable, courageux, jusqu'au couperet ». À partir de 1961, les exécutions capitales cessèrent en Algérie. À l'indépendance, l'État algérien abandonna l'usage de la guillotine, symbole à ses yeux de la colonisation, au profit du peloton d'exécution.
En 1961, peu avant l'indépendance algérienne, Fernand Meyssonnier partit s'installer à Tahiti et y vécut près de trente ans,. Il y rencontra sa future épouse Simone, qui lui donna une fille. Après un début de reconversion difficile, il sut rebondir et créa plusieurs entreprises (restauration, pressing, etc.) qui devinrent florissantes.
La charge d'« exécuteur en chef des arrêts criminels » et de ses aides prit fin en 1981 lors de l'abolition de la peine de mort en France métropolitaine.
Fernand Meyssonnier rentra en métropole en 1990, où il passa sa retraite à Fontaine-de-Vaucluse (Vaucluse) où il a ouvert son musée de la Justice et du Châtiment, mais devant le faible nombre de visiteurs, il décide de vendre sa collection,. Le 3 avril 2012, sa collection de 350 instruments de torture devait être mise aux enchères à Paris, sous l'intitulé « Peines et châtiments d'autrefois ». L'événement ayant cependant suscité un certain tollé, il fut annulé.
Souffrant d'un cancer du foie et de l'estomac, il meurt le 8 août 2008 à Cavaillon à l'âge de 77 ans.

## Personnes exécutées
- Il assiste son père lors de l'exécution de Madeleine Mouton (1910-1948), « l'empoisonneuse de Berthelot », guillotinée à Sidi Bel Abbès, le 10 avril 1948.